# Rapala zylda
Rapala zylda är en fjärilsart som beskrevs av Adalbert Seitz 1923. Rapala zylda ingår i släktet Rapala och familjen juvelvingar. Inga underarter finns listade.